# Grote Smurf
Grote Smurf is een personage uit de strip- en tekenfilmreeks De Smurfen van de Belgische striptekenaar Peyo. Hij is leider van het Smurfenvolk en de wijste van alle Smurfen. 

Grote Smurf (rechts), carnaval in Yonne, 2017

## Karakteromschrijving
Grote Smurf is te herkennen aan zijn rode muts, rode broek en witte baard. De meeste andere Smurfen zijn in het wit gekleed. Hoewel zijn leeftijd niet exact bekend is, wordt in een aantal stripverhalen van de Smurfen een aantal levensjaren genoemd. De vaakst genoemde leeftijd is 542 jaar.
De Grote Smurf heeft veel gezag en ervaring en neemt bijna altijd in zijn eentje de belangrijke beslissingen. Hij heeft een laboratorium (met op de deur het opschrift "Verboden te smurfen") in het Smurfendorp met daarin allerlei toverboeken, zodat hij kan wedijveren met tovenaar Gargamel. De Grote Smurf kan zijn toverkracht ook gebruiken om de Smurfen een wijze les te leren, als zij strijd met elkaar hebben of als de eenheid in het Smurfendorp in gevaar is. 

## Diepere betekenis en controversen
De figuur van Grote Smurf is (net als enkele andere bekende personages uit de serie, zoals Gargamel en de Smurfin) ook onderwerp geworden van controverse. Onder meer vanwege de opvallende rode kleding meende men in de figuur van Grote Smurf een verwijzing naar het communisme en/of een bekende communistische leider te zien. Het personage is door sommige analisten wel bestempeld als een "mengeling van Karl Marx en Joseph Stalin", en is ook vergeleken met Vladimir Lenin. De Franse schrijver en socioloog Antoine Buéno maakte zelfs een vergelijking met Adolf Hitler, die hij naar eigen zeggen niet echt serieus bedoelde.

## Stem
Voor de Nederlandse versie van de tekenfilmversie De Smurfen werd de stem van Grote Smurf ingesproken door  Ger Smit, en later door Carol van Herwijnen. Voor de films De Smurfen uit 2011, The Smurfs: A Christmas Carol uit 2011, De Smurfen 2 uit 2013 en The Smurfs: The Legend of Smurfy Hollow uit 2013 werd  Grote Smurf ingesproken door Jack Wouterse. De stem van Grote Smurf voor de animatiefilms De Smurfen en het Verloren Dorp uit 2017 en Smurfs werd ingesproken door Bartho Braat. Voor de nieuwe 3D-animatieserie werd de stem ingesproken door Jan Nonhof en vanaf het tweede seizoen door Rob van de Meeberg. In de Vlaamse nasynchronisatie van de films waren Anton Cogen en Rikkert Van Dijck (vanaf De Smurfen en het Verloren Dorp) de stemacteurs.
De Amerikaanse stem van Grote Smurf werd onder andere ingesproken door Don Messick, Michael Sorich, Bill Capizzi, Jack Angel, Jonathan Winters, Mandy Patinkin, David Freeman en John Goodman.

## In andere talen
- Duits: Papa Schlumpf
- Italiaans: Grande puffo
- Engels: Papa Smurf
- Esperanto: Granda Smurfo
- Fins: Suursmurffi
- Frans: le Grand Schtroumpf
- Fries: Grutte Smurf
- Hebreeuws: Dardasaba (דרדסבא)
- Hongaars: Törpapa
- Portugees (Brazilië): Papai Smurf
- Pools: Papa Smerf
- Spaans: Papá Pituf
- Turks: Şirin Baba
- Zweeds: Gammelsmurf

## Trivia
- De Brilsmurf citeert waar het maar even kan de Grote Smurf. Ook gaat hij er prat op altijd precies te doen wat de Grote Smurf zegt.
- Een van de running gags in de verhalen is Domme Smurf die Grote Smurf, wanneer die iets nodig heeft, steeds het verkeerde brengt.
- De Grote Smurf heeft soms ook (als pop) Vader Abraham terzijde gestaan in diverse live-optredens voor de televisie met 't Smurfenlied.
- De benaming Grote Smurf is in gebruik geraakt als koosnaam of scheldwoord voor (oudere) leidersfiguren.